# Laura Brent
Laura Brent é uma atriz australiana. Ela se formou em 2007 no Instituto Nacional de Arte Dramática, e em seguida fez curta-metragens e foi para fazer aparições na série de televisão australiana Chandon Pictures, Legend of the Seeker e Salvamento: Special Ops. Em 2010, ela subiu para a fama internacional quando fez sua estréia no cinema como Lilliandil no terceiro filme da série de As Crônicas de Nárnia: A Viagem do Peregrino da Alvorada, um papel para o qual ela bateu para fora muitas outras jovens atrizes.

## Filmografia
| Ano  | Filme                                                    | Personagem | Notas |
| ---- | -------------------------------------------------------- | ---------- | ----- |
| 2010 | The Chronicles of Narnia: The Voyage of the Dawn Treader | Lilliandil |       |
| 2011 | Burning Man                                              | Nurse #3   |       |
| 2012 | A Few Best Men                                           | Mia Ramme  |       |
| 2012 | Not Suitable for Children                                | Erica      |       |
| 2014 | Healing                                                  | Stacey     |       |
| 2018 | Winchester                                               | Ruby       |       |

### Televisão
| Ano  | Filme                | Personagem         | Notas       |
| ---- | -------------------- | ------------------ | ----------- |
| 2009 | Chandon Pictures     | Sarah              | 4 episódios |
| 2010 | Legend of the Seeker | Dahlia             | 3 episódios |
| 2010 | Rescue: Special Ops  | Katrina Whitney    | 1 episódio  |
| 2011 | Wild Boys            | Charlotte Kenealty | 2 episódios |
| 2014 | ANZAC Girls          | Irmã Elsie Cook    | 6 episódios |